# Obersüßbach
Obersüßbach là một đô thị thuộc huyện Landshut trong bang Bayern nước Đức. Đô thị Obersüßbach có diện tích 23,58 km², dân số thời điểm ngày 31 tháng 12 năm 2006 là 1714 người.